# یورما اولیلا
یورما اولیلا (به فنلاندی: Jorma Ollila) (زاده ۱۵ اوت ۱۹۵۰) مدیر اجرایی فنلاندی است، که پیش‌تر ریاست هیئت مدیره شرکت رویال داچ شل را برعهده دلشت. او رئیس هیئت مدیره نوکیا (۱۹۹۹-۲۰۱۲) و مدیر عامل این شرکت در فاصله سال‌های ۱۹۹۲ تا ۲۰۰۶ بود. اولیلا یکی از اعضای هیئت مدیره شرکت فورد نیز محسوب می‌شود.
دوران طلایی رهبری او در نوکیا، از سال ۱۹۹۲ تا ۱۹۹۹ به‌عنوان مدیر اجرایی و از سال ۱۹۹۹ تا زمان پیوستن او به شل، به‌عنوان مدیرعامل، شخصیتی استثنائی از او، در اذهان ساخته بود.
وی نوکیا را، به یک شرکت در رده کلاسِ جهانی، تبدیل کرد و در زمان رهبری، مقام اول جهانی، در زمینه فناوری اطلاعات راه دور و نیز گوشی‌های تلفن همراه را، به صورت مداوم، برای شرکتش به‌ارمغان آورد.
کمپانی شل با به خدمت گرفتن این اسطوره فنلاندی، که در حال حاضر رئیس هیئت مدیره نوکیا و مدیر غیراجرایی شرکت فورد نیز هست، رویای دستیابی به جایگاه برترین شرکت جهان را، در سر می‌پروراند.